# Maciste All Inferno EP
Maciste All Inferno es el EP publicado por la banda Gojira. Grabado en vivo, mientras que se proyectaba la película "Maciste all'Inferno" en la Rock School Barbey, Burdeos, Francia, el 29 de mayo de 2003. Contiene tres canciones, tituladas respectivamente Maciste 1, Maciste 2 y Maciste 3.
En octubre de 2020, Gojira lanzó un video de presentación en vivo, filmado en el Silver Cord Studio, Nueva York, de una canción inédita titulada 'Inferno', escrita originalmente en 2003. La canción se inspiró en la película Maciste All Inferno de 1925.

## Lista de canciones (EP)
| N.º | Título      | Duración |  |
| 1.  | «Maciste01» | 0:59     |  |
| 2.  | «Maciste02» | 0:26     |  |
| 3.  | «Maciste03» | 0:57     |  |

## Lista de canciones (Álbum)
| N.º | Título       | Duración |  |
| 1.  | «Maciste 1»  | 08:28    |  |
| 2.  | «Maciste 2»  | 02:28    |  |
| 3.  | «Maciste 3»  | 04:20    |  |
| 4.  | «Maciste 4»  | 01:52    |  |
| 5.  | «Maciste 5»  | 02:12    |  |
| 6.  | «Maciste 6»  | 02:30    |  |
| 7.  | «Maciste 7»  | 02:22    |  |
| 8.  | «Maciste 8»  | 05:32    |  |
| 9.  | «Maciste 9»  | 02:09    |  |
| 10. | «Maciste 10» | 06:37    |  |
| 11. | «Maciste 11» | 04:06    |  |
| 12. | «Maciste 12» | 04:38    |  |
| 13. | «Maciste 13» | 04:21    |  |
| 14. | «Maciste 14» | 02:41    |  |
| 15. | «Maciste 15» | 03:48    |  |

NOTAS: Esta grabación, nunca se lanzó oficialmente, duraba 50 minutos y constaba de 15 pistas individuales.
Gojira solicitó los derechos para volver a estrenar la película, Maciste All Inferno, con la banda sonora interpretada por ellos, pero Joe cree que sólo podrán lanzar la música y no un DVD de la película.

## Personal
- Joe Duplantier – voz, guitarra
- Christian Andreu – guitarra
- Jean-Michel Labadie – bajo
- Mario Duplantier – batería